# Hank Onrust
Hank Onrust (Zaandam, 14 juni 1941 – Weesp, 16 mei 2024) was een Nederlandse televisieproducent en filmregisseur. Hij is oprichter en was eindredacteur van kunst- en cultuurprogramma's op televisie, zoals R.A.M., De ivoren toren, Herenleed (3 afleveringen), Het heilig vuur, Atlantis en Noorderlicht.
Onrust maakte een documentaire over Hendrik Wijdeveld en ook documentaires over een aantal andere architecten. Hij was tevens lid van de commissie Stimuleringsfonds voor Architectuur.
Hank Onrust produceerde voor het VPRO-programma Atlantis een documentaire over de kunstenaar Hans Scholze. Daarin vertelt Hans Scholze over de invloed die zijn leermeester Aldo van Eyck op zijn kunstenaarschap heeft gehad.
Onrust overleed vredig op 16 mei 2024 op 82-jarige leeftijd na een kort ziekbed.

## Filmografie
- 2001 - De Vliegmensch (Frits Koolhoven) (televisie)
- 2000 - Nelly van Doesburg, Sta op en verander de rotzooi, leven en werk van haar en Theo van Doesburg (documentaire)
- 1996 - Mart Stam - De architect, leven en werk (1899-1986) (documentaire)
- 1991-92 - Zomergasten (televisie VPRO)
- 1991 - De weelde van Soberheid, Gerrit Rietveld (documentaire)
- 1989 - De man die twee maal verdronk (televisie-miniserie)
- 1985 - Het dagboek van Anne Frank (televisie)
- 1985 - Het bloed kruipt (televisieserie)
- 1984 - Op dood spoor (speelfilm)
- 1983 - Schakels (televisie)
- 1983 - Bessen (televisie)
- 1983 - Een scheve schaats (televisie)
- 1983 - De weg naar Peruwelz (televisie-miniserie)
- 1983 - Drie in de pan (toneel - regie)
- 1979 - Come-back (televisie)
- 1979 - Erik of het klein insectenboek (televisieserie)
- 1977 - Quitte of Dubbel (televisie)
- 1977 - Koning Bolo (televisieserie)
- 1976 - Ik slaap wel op de bank (televisie)
- 1975 - Hendrik Wijdeveld 1885-1987 (documentaire)
- 1973 - Willeke... er was eens (televisieserie)
- 1972 - Prikkebeen (televieserie)